# Рјечица Горња
Рјечица Горња је насељено мјесто у граду Добој, Република Српска, БиХ. Према попису становништва из 2013. године, у насељу је живјело 314 становника.

## Становништво
| Демографија | Демографија | Демографија |
| Година      | Становника  | Становника  |
| ----------- | ----------- | ----------- |
| 1961.       | 502         |             |
| 1971.       | 499         |             |
| 1981.       | 496         |             |
| 1991.       | 483         |             |
| 2013.       | 314         |             |